# NGC 7197
NGC 7197 (również PGC 67921 lub UGC 11887) – galaktyka spiralna (Sa), znajdująca się w gwiazdozbiorze Jaszczurki. Odkrył ją William Herschel 17 października 1786 roku.